# Ксенофонт Робейский

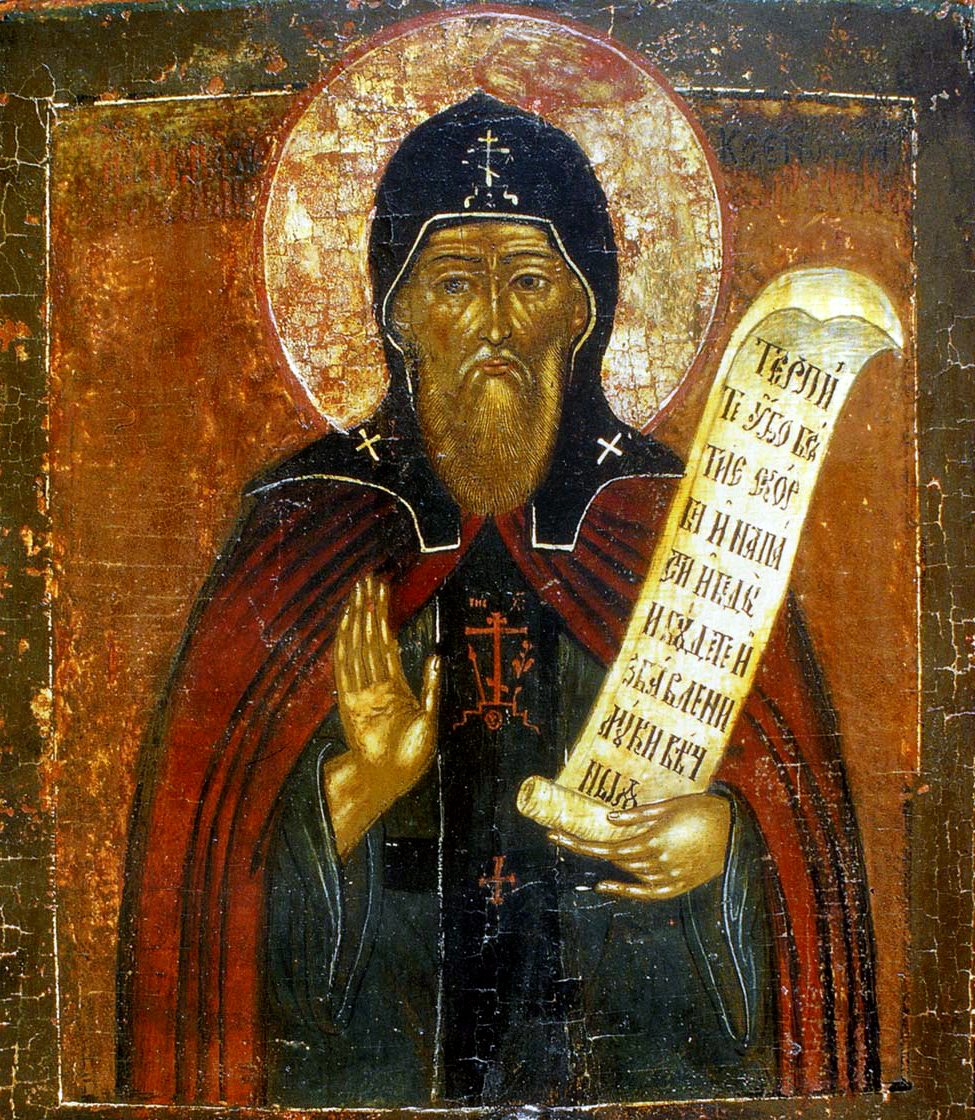

Ксенофо́нт Робе́йский (XIV—XV века) — православный монах. Канонизирован в лике преподобного. Память его в день кончины: 28 июня (11 июля) и в день его именин: 26 января (8 февраля).
Принял постриг в Новгородском Лисицком монастыре у игумена Варлаама в конце XIV — начале XV века. Основал Никольскую пустынь на берегу реки Робейки (недалеко от Новгорода), которую, исказив его имя, долго звали Селифонтовой. Святые мощи его почивали в монастырской церкви, ставшей впоследствии приходской.

## Память и исследования
Житие было утрачено, а когда в XVIII веке писали заново, то перепутали двух Варлаамов и сделали Ксенофонта постриженником преподобного Варлаама Хутынского, жившего на 200 лет ранее. Его сделали другом Антония Дымского, который и сам, впрочем, жил, вероятно, в XV веке и в свою очередь был спутан агиографами с Антонием Римлянином, жившем в XII столетии. Единственный список жития найден был лишь в конце XX века и опубликован А. Г. Бобровым. Житие было написано не ранее XVIII века (в нём употреблено слово «предмет», перевод латинского «объектум», которое вошло в русский язык лишь в 1720 году). Впрочем, автор жития старался имитировать древние образцы.
Преподобный Ксенофонт Робейский и основанный им монастырь неоднократно упоминаются в литературе XIX — начала XX веков, но все эти упоминания отличаются предельной краткостью; в них содержится один и тот же набор сведений: преподобный Ксенофонт — ученик Варлаама Хутынского, время основания монастыря отнесено к XIII веку, иногда сообщается о монастырском храме. Исторические сведения часто ошибочны.
Первым специальным исследованием, посвященным Ксенофонтову монастырю, следует считать работу П. М. Силина, изданную в 1902 году. Исследователь собрал в этой статье сведения разных источников и создал общий очерк истории монастыря до конца XIX века. Время основания монастыря в XIII века он не подвергал сомнению. В статье приводится текст Жития Ксенофонта Робейского, написанный на раке.
Второе специальное исследование, посвященное монастырю и его основателю, было написано А. Г. Бобровым и опубликовано в 1997 году. А. Г. Бобров опубликовал обнаруженный им единственный сохранившийся список Жития Ксенофонта Робейского и сопроводил его обстоятельной статьей. А. Г. Бобров отверг восходящее к тексту Жития представление о времени основания монастыря в XIII веке, датировал это событие началом XV века.